# Dalijja (Syria)
Dalijja (arab. دالية) – miasto w Syrii, w muhafazie Latakia. W 2004 roku liczyło 4540 mieszkańców.